# Maarten van Rossumhuis
Het Maarten van Rossumhuis is een zestiende-eeuws huis in de Nederlandse stad Zaltbommel. Het monumentale pand is omstreeks 1535 gebouwd in opdracht van de bekende Gelderse militair Maarten van Rossum. Het gebouw is uitbundig versierd met voor Nederland bijzonder renaissance-beeldhouwwerk. Door het uiterlijk met torentjes en kantelen wordt het ook wel een stadskasteel genoemd, wat terugkomt in Stadskasteel Zaltbommel, de naam die in 2008 gegeven werd aan het in het gebouw gevestigde museum (voorheen het Maarten van Rossumhuis).
In 1881 is het pand op initiatief van Victor de Stuers en de bekende architect Pierre Cuypers gered van sloop. Het Rijk kocht het bouwwerk aan en vestigde er het kantongerecht in. Na de aankoop volgde een uitgebreide restauratie onder leiding van Cuypers, die tot in 1884 duurde. In 1908 werden opnieuw werkzaamheden uitgevoerd en sinds die tijd staat het huis geheel vrij, met aan de achterzijde een tuin.
Toen in de jaren dertig van de twintigste eeuw de indeling in kantongerechten veranderde, kwam het huis vrij en toonde de Oudheidkamer voor Zaltbommel, Bommelerwaard en Heerewaarden belangstelling. Met steun van de familie Philips kon het Maarten van Rossumhuis ingericht worden als museum. De oudheidkamer veranderde in 1954 van naam in Stichting Maarten van Rossummuseum.
Bij gelegenheid van het 100-jarig bestaan van het museum werd een publicatie gewijd aan de naamgever van het huis, het huis zelf en het museum.
Het gebouw, dat geldt als een van de vroege voorbeelden van de officiële Nederlandse monumentenzorg, was tot 2016 in bezit van de Staat en als zodanig in beheer bij de Rijksgebouwendienst. Het is op 15 januari 2016 samen met 28 andere monumenten overgedragen aan de Nationale Monumentenorganisatie.